# Мачульський Роман Наумович
Роман Наумович Мачульський (30 листопада 1903, село Кривоноси Рогачовського повіту Мінської губернії, тепер Стародорозького району Мінської області, Білорусь — 26 квітня 1990, місто Мінськ, тепер Білорусь) — радянський державний діяч, партизанський командир, 1-й секретар Пінського обласного комітету КП(б) Білорусії, голова Мінського та Брестського облвиконкомів. Депутат Верховної ради Білоруської РСР. Депутат Верховної ради СРСР 4—5-го скликань. Герой Радянського Союзу (1.01.1944)

## Життєпис
Народився в селянській родині. У 1913 році залишився без батька, став старшим у родині. Після закінчення сільської школи вступив до Глуського міського училища, яке не закінчив.
З 1925 по вересень 1928 року — в Червоній армії: червоноармієць 4-го окремого місцевого
батальйону (місто Карачев), потім закінчив полкову школу і служив у 110-му стрілецькому полку Білоруського військового округу (місто Новозибків).
Член ВКП(б) з 1928 року.
З вересня 1928 року — завідувач хати-читальні в Речицькому районі Гомельського округу; секретар організації КП(б) Білорусії сільської ради Речицького району Гомельського округу. У 1930 році — культпрацівник при профспілці будівельників міста Речиця Білоруської СРР.
У 1930 році закінчив Вольські курси майстрів дубильно-екстрактної промисловості.
У 1930—1935 роках — змінний майстер, начальник виробництва Речицького дубильно-екстрактного заводу Білоруської СРР, секретар комітету КП(б) Білорусії Речицького дубильно-екстрактного заводу.
У 1935—1937 роках — слухач Республіканської школи пропагандистів при ЦК КП(б) Білорусії.
У 1937 — липні 1938 року — завідувач відділу культури та пропаганди ленінізму Греського районного комітету КП(б) Білорусії; 3-й секретар Греського районного комітету КП(б) Білорусії Мінської області.
У липні 1938 — вересні 1940 року — 2-й секретар Червенського районного комітету КП(б) Білорусії Мінської області.
У вересні 1940 — 1941 року — 1-й секретар Плещеницького районного комітету КП(б) Білорусії Мінської області.
З липня 1941 року — уповноважений ЦК КП(б) Білорусії по Мінській та Поліській областях, учасник німецько-радянської війни. З жовтня 1942 по травень 1943 року — командир Мінського партизанського з'єднання. З травня по серпень 1943 року лікувався в Москві. У серпні 1943 — липні 1944 року — командир партизанського з'єднання Борисівсько-Бегомльської зони Білоруської РСР. Одночасно, 11 вересня 1943 — 3 липня 1944 року — секретар Мінського підпільного обласного комітету КП(б) Білорусії.
Указом Президії Верховної Ради СРСР «Про присвоєння звання Героя Радянського Союзу білоруським партизанам» від 1 січня 1944 року за «зразкове виконання урядових завдань у боротьбі проти німецько-фашистських загарбників у тилу противника і виявлені при цьому відвагу і геройство та за особливі заслуги у розвитку партизанського руху в Білорусії» удостоєний звання Героя Радянського Союзу з врученням ордена Леніна та медалі «Золота Зірка».
20 липня 1944 — 1948 року — голова виконавчого комітету Мінської обласної ради депутатів трудящих.
У 1947—1954 роках — заступник голови Верховної ради Білоруської РСР.
У 1948—1950 роках — представник Ради у справах колгоспів при Раді міністрів СРСР по Білоруській РСР.
У 1950 — січні 1954 року — 1-й секретар Пінського обласного комітету КП(б) Білорусії.
У січні 1954 — березні 1959 року — голова виконавчого комітету Брестської обласної ради депутатів трудящих.
З 1959 року — персональний пенсіонер. Помер 26 квітня 1990 року в Мінську. Похований на Східному цвинтарі Мінська.

## Звання
- полковник

## Нагороди
- Герой Радянського Союзу (1.01.1944)
- три ордени Леніна (13.11.1942, 1.01.1944,)
- орден Жовтневої Революції
- три ордени Вітчизняної війни І ст. (15.08.1944,)
- орден Трудового Червоного Прапора
- медаль «За перемогу над Німеччиною у Великій Вітчизняній війні 1941—1945 рр.»
- медалі
- Заслужений працівник культури Білоруської РСР (1980)